# قدرة مكانية

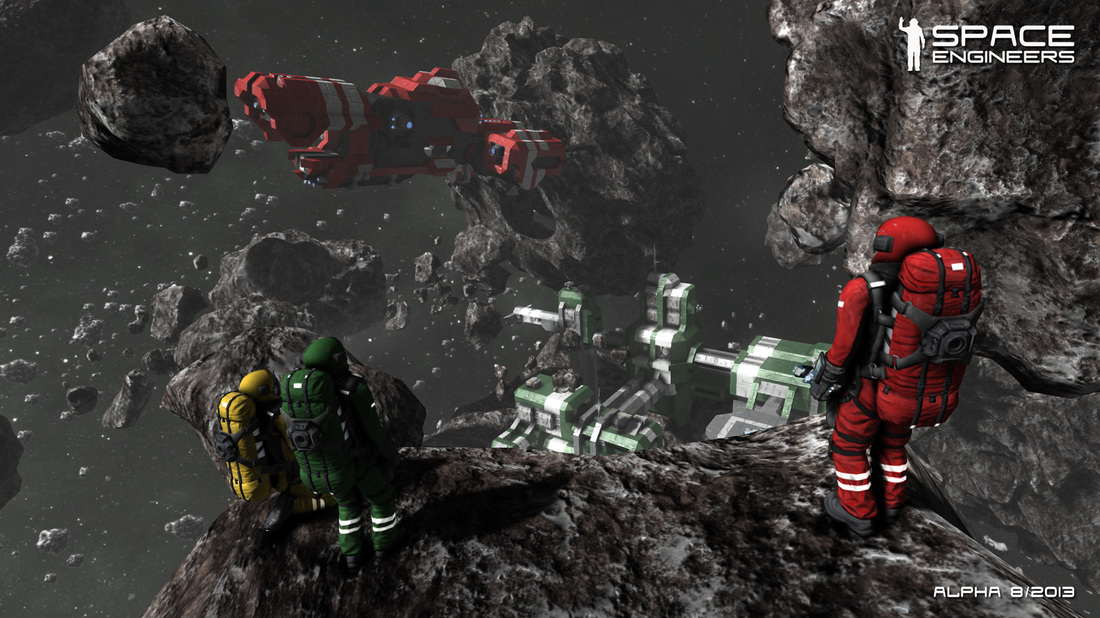

القدرة المكانية أو القدرة المكانية المرئية، هي القدرة على استيعاب وتفسير وتذكر العلاقات المكانية فيما بين العناصر والمساحة.
تُستخدم القدرات المرئية المكانية للاستعمال اليومي في الملاحة وفهم أو إصلاح المعدات وفهم أو تقدير المسافة والقياسات والأداء الوظيفي. تُعتبر القدرات المكانية مهمة أيضًا للنجاح في حقول أخرى مثل الرياضة والكفاءة التقنية والرياضيات والعلوم الطبيعية والهندسة التطبيقية والتنبؤ الاقتصادي وعلم الأرصاد الجوية والكيمياء والفيزياء.
لا تقتصر القدرات المكانية على فهم العالم الخارجي فقط، بل تتضمن أيضًا معالجة المعلومات الخارجية وتفسيرها من خلال تمثيلها في العقل.

## تعريفها وأنواعها
القدرة المكانية أو القدرة المكانية المرئية، هي القدرة على استيعاب وتفسير وتذكر العلاقات المكانية فيما بين العناصر والمساحة.
هناك أربعة أنواع شائعة للقدرة المكانية تتضمن كلًا من الإدراك المكاني أو الإدراك المكاني المرئي، والتصور المكاني، والطي الذهني، والتدوير الذهني. يمتلك كل نوع من هذه القدرات خصائص مميزة وأهمية فريدة للعديد من المهام سواء في وظائف محددة أو في الحياة اليومية.
على سبيل المثال، يُعرّف الإدراك المكاني بأنه القدرة على فهم العلاقات المكانية مع أخذ اتجاه جسد الشخص بعين الاعتبار بغض النظر عن تشتت المعلومات. من ناحية أخرى، يُعرف التدوير الذهني بأنه القدرة على معالجة وتدوير العناصر ثنائية أو ثلاثية الأبعاد في الفراغ بسرعة ودقة. أخيرًا، يوصف التصور المكاني بأنه معالجة معقّدة متعددة الخطوات للمعلومات المطروحة مكانيًا.
يتوسط عامل معرفي رابع يعرف باسم الذاكرة العاملة مكانيًا هذه القدرات الثلاث ويدعمها. الذاكرة العاملة مكانيًا هي القدرة على تخزين كمية معينة من الذكريات المرئية مكانيًا بشكل مؤقت تحت سيطرة الانتباه من أجل إكمال المهمة. تتوسط هذه القدرة المعرفية الاختلافات الفردية في استطاعة المستويات المرتفعة من القدرات المكانية مثل التدوير الذهني.

### الإدراك المكاني
يُعرّف الإدراك المكاني بأنه القدرة على فهم العلاقات المكانية مع أخذ اتجاه جسد الشخص بعين الاعتبار بغض النظر عن تشتت المعلومات. وهو يتكون من القدرة على الإدراك والفهم البصري للمعلومات المكانية الخارجية مثل الميزات والخصائص والقياسات والأشكال والموقع والحركة. على سبيل المثال، يستعمل الشخص الإدراك والوعي المكاني عندما يتنقل في غابة كثيفة. تُعتبر محاولة فهم الأشخاص للعلاقات والميكانيكيات داخل سيارة، بالاعتماد على إدراكهم المكاني لفهم إطارها البصري، مثالًا آخرًا على الإدراك المكاني. تتضمن الاختبارات التي تقيس الإدراك المكاني اختبار القضيب والإطار، إذ يتوجب على الخاضعين للاختبار وضع قضيب بشكل عمودي أثناء استعراضهم لإطار مائل بمقدار 22 درجة؛ وتتضمن أيضًا تجربة «مهمة مستوى الماء»، إذ يتعين على الخاضعين للتجربة رسم أو تحديد خط أفقي في زجاجة مائلة.

### التدوير الذهني
يُعرّف التدوير الذهني بأنه القدرة على معالجة وتدوير العناصر ثنائية أو ثلاثية البعد في الفراغ بسرعة ودقة بحيث لا تتغير خصائص العنصر. يمكن استعمال التمثيل الذهني للعناصر المادية للمساعدة في فهم وحل المشاكل.
على سبيل المثال، أظهر هيغارتي (2004) أن الناس يعتمدون على المعالجة بالتمثيلات العقلية لتفسير المشاكل التقنية، مثل كيفية عمل التروس أو البكرات. وجد شوارتز وبلاك (1999) بشكل مشابه أن القيام بمحاكاة ذهنية مثل «سكب المياه» تحسن من مهارة الأشخاص في إيجاد حل للأسئلة المتعلقة بالميل المطلوب لإيصال المياه إلى الحاويات مختلفة الارتفاعات والعرض.
في مجال علم النفس الرياضي، يشجع مدربو مختلف الرياضات (مثل كرة السلة والجمباز وكرة القدم وحتى الغولف) اللاعبين على استعمال التخيل والمعالجة الذهنية كأحد تكتيكات الأداء في رياضتهم (جونز وستوث، 1997).
قدّمت الأبحاث الحديثة (مثل تشرني، 2008) دليلًا على إمكانية تحسين مهارات التدوير الذهني من خلال ممارسة ألعاب الفيديو بشكل ثابت. على سبيل المثال، ظهرت نتائج محسنة عند النساء اللواتي تدربن على لعبة تضمنت سباقًا في بيئة ثلاثية الأبعاد. ظهرت نفس التأثيرات عند اللعب بألعاب الفيديو القتالية مثل لعبة «أنريل تورنمنت» وأيضًا لعبة «تتريس» الشائعة.
تُعتبر أحاجي الصور المقطوعة ومكعب روبيك من الأنشطة التي تتضمن مستويات عالية من التدوير الذهني، ويمكن لممارسة هذه الأنشطة تحسين القدرات المكانية مع الوقت.
التدوير الذهني نوع فريد من أنواع القدرات المكانية ويتميز عن غيره من الأنواع لأنه يتضمن مناطق مرتبطة بالمهارات الحركية في الدماغ.

### التصور المكاني
يوصف التصور المكاني بأنه معالجة معقّدة متعددة الخطوات للمعلومات المطروحة مكانيًا. يتضمن التصور المكاني الصور المرئية -وهي القدرة على تمثيل المظاهر المرئية لعنصر ما ذهنيًا-، والصور المكانية التي تتكون من تمثيل العلاقات المكانية بين الأجزاء أو الأماكن أو العناصر أو الحركات ذهنيًا.
يُعتبر التصور المكاني مهمًّا بشكل خاص في مجالات العلوم والتكنولوجيا. على سبيل المثال، يجب على عالم الفلك أن يتصور ذهنيًا هياكل النظام الشمسي وحركات العناصر الموجودة داخله. ويتصور المهندس ذهنيًا تفاعلات أجزاء جهاز ما أو المبنى المكلّف بتصميمه أو العمل عليه. يجب أن يستطيع الكيميائيون فهم الصيغ التي يمكن عرضها كنماذج تجريدية للجزيئات مع حذف معظم معلوماتها المكانية؛ تعتبر المهارات المكانية مهمة في استعادة تلك المعلومات عندما تكون هناك حاجة إلى وجود نماذج ذهنية أكثر تفصيلًا للجزيئات في الصيغ.
يتضمن التصور المكاني أيضًا التخيل والعمل مع التفاصيل المرئية للقياسات والأشكال والحركة والميزات والخصائص، من خلال الصور الذهنية واستخدام هذه العلاقات المكانية لاشتقاق فهم معين للمشكلة.
بينما يتضمن الإدراك المكاني الفهم الخارجي من خلال الحواس، فإن التصور المكاني هو الفهم الداخلي من خلال الصور الذهنية في ذهن المرء.

### الذاكرة العاملة مكانيًا
الذاكرة العاملة مكانيًا هي القدرة على تخزين كمية معينة من الذكريات المرئية مكانيًا بشكل مؤقت تحت سيطرة الانتباه من أجل إكمال المهمة. تتوسط هذه القدرة المعرفية الاختلافات الفردية في استطاعة المستويات المرتفعة من القدرات المكانية مثل التدوير الذهني. تتضمن ذاكرة العمل المكانية تخزين كميات كبيرة من الذكريات المكانية قصيرة الأمد المتعلقة بلوحة الرسم المكانية المرئية.
تُستخدم هذه الذاكرة في التخزين المؤقت للمعلومات المرئية المكانية ومعالجتها، مثل حفظ أشكال وألوان ومواقع وحركة العناصر في الفضاء. تشتمل الذاكرة العاملة مكانيًا أيضًا على المهام التي تتألف من تخطيط الحركات المكانية، مثل تخطيط مسار شخص ما ضمن مبنى معقد. يمكن تقسيم لوح الرسم المرئي المكاني إلى مكونات (حركات) مرئية ومكانية وربما مكونات منفصلة متعلقة بالجمالية. ترتبط الوظيفة البيولوجية العصبية للذاكرة العاملة المكانية بنصف الكرة المخية الأيمن من الدماغ.

### تطبيقات مهنية
وجد الباحثون أن القدرة المكانية تلعب دورًا مهمًا في المؤهلات التعليمية المتقدمة في «العلوم والتكنولوجيا والهندسة والرياضيات». أشارت الدراسات إلى أن احتمال الحصول على درجة متقدمة في «العلوم والتكنولوجيا والهندسة والرياضيات» يزداد بازدياد قدرة الفرد المكانية.
على سبيل المثال، وجدت دراسة أُجريت في عام 2009 ونشرت في «مجلة علم النفس التربوي» أن 45% من حملة شهادات الدكتوراه في «العلوم والتكنولوجيا والهندسة والرياضيات» صُنّفوا ضمن أعلى نسبة مئوية للقدرة المكانية المرتفعة في مجموعة مؤلفة من 400 ألف مشارك حُللوا لمدة 11 عامًا منذ أن كانوا في الصف الثاني عشر.
كان أقل من 10% فقط من حملة شهادات الدكتوراه هذه تحت مستوى الربع الأفضل في ما يتعلق بامتلاك القدرة المكانية خلال فترة المراهقة. وخلص الباحثون بعد ذلك إلى مدى أهمية القدرة المكانية بالنسبة إلى «العلوم والتكنولوجيا والهندسة والرياضيات»، وأيضًا كعامل في تحقيق النجاح التعليمي المتقدم في هذا المجال.